# Ksar Nalut

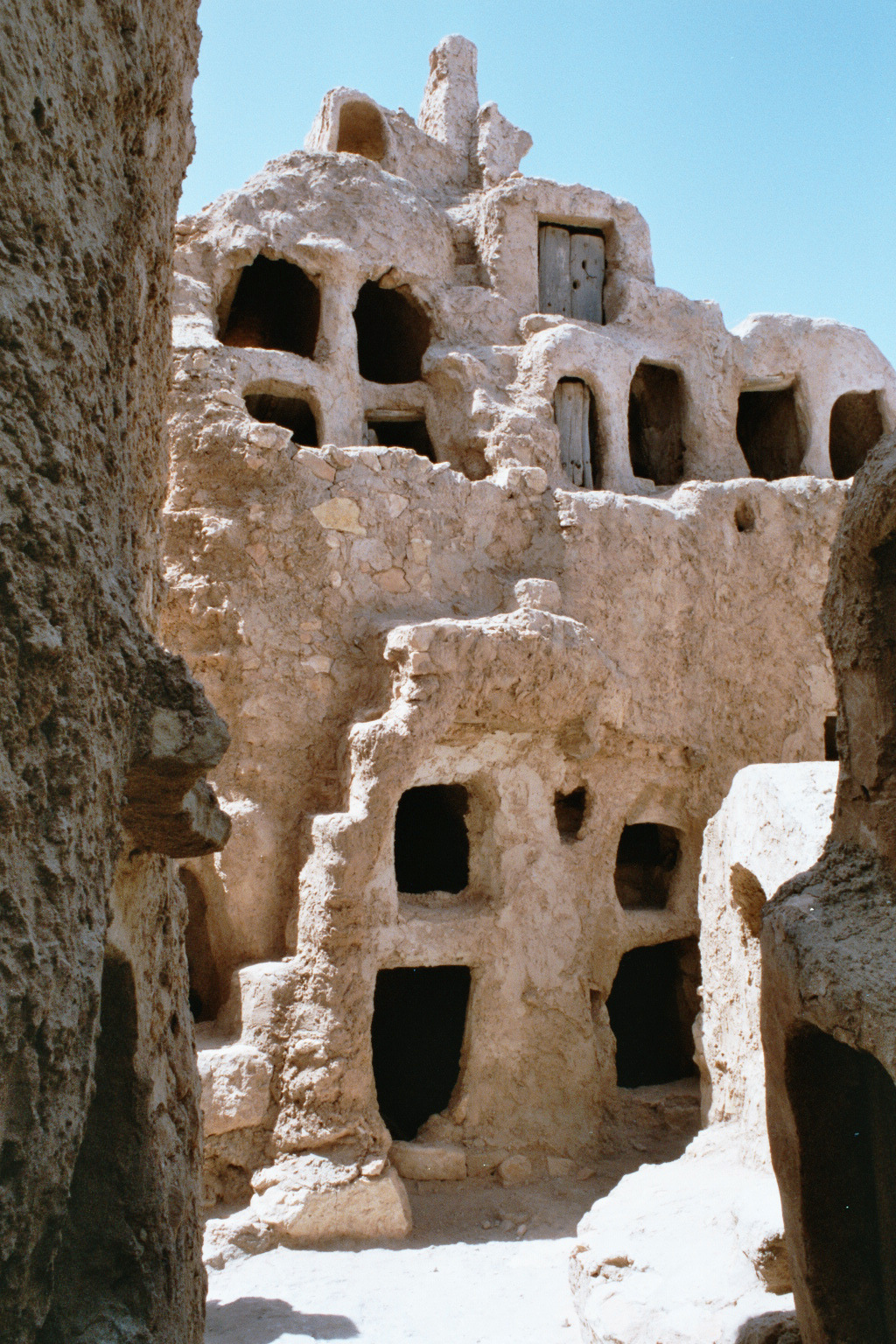
Ksar Nalut a Líbia.

Ksar Nalut (àrab: قصر نالوت, Qaṣr Nālūt) o Ksar Lalot, és un qsar localitzat a Nalut, al districte de Nalut, a Líbia. Com altres qsars creats per amazics, està localitzat en un turó per protegir-lo, en temps passats, de robatoris.
Actualment el Ksar Nalut és només una destinació turística; va ser abandonat com a graner i habitatge a la dècada dels anys 1960.